# Tarifvertragspartei
Tarifvertragsparteien, auch Tarifparteien oder Tarifvertragspartner genannt, sind die Parteien eines Tarifvertrags. Diese sind auf der Arbeitgeberseite entweder der Arbeitgeber eines Betriebes (beim Firmentarifvertrag) oder eine Vereinigung von Arbeitgebern, also ein Arbeitgeberverband und auf der Arbeitnehmerseite eine Gewerkschaft oder ein kollektiver Zusammenschluss der Arbeitnehmer, der in der Lage sein muss, einen fühlbaren Druck auf die Arbeitgeberseite auszuüben, so dass diese sich gezwungen sieht, in Tarifverhandlungen mit diesem Kollektiv einzutreten.

## Deutschland
Laut § 2 des Tarifvertragsgesetzes der Bundesrepublik Deutschland gilt für Tarifvertragsparteien folgendes:
1. Tarifvertragsparteien sind Gewerkschaften, einzelne Arbeitgeber sowie Vereinigungen von Arbeitgebern.
2. Zusammenschlüsse von Gewerkschaften und von Vereinigungen von Arbeitgebern (Spitzenorganisationen) können im Namen der ihnen angeschlossenen Verbände Tarifverträge abschließen, wenn sie eine entsprechende Vollmacht haben.
3. Spitzenorganisationen können selbst Parteien eines Tarifvertrages sein, wenn der Abschluss von Tarifverträgen zu ihren satzungsgemäßen Aufgaben gehört.
4. In den Fällen der Absätze 2 und 3 haften sowohl die Spitzenorganisationen wie die ihnen angeschlossenen Verbände für die Erfüllung der gegenseitigen Verpflichtungen der Tarifvertragsparteien.

Nach Art. 9 Abs. 3 Grundgesetz haben Arbeitnehmer und Arbeitgeber gleichermaßen das Recht, zum Zwecke der Wahrung und Förderung der Arbeits- und Wirtschaftsbedingungen Vereinigungen zu gründen oder ihnen beizutreten.
Auf Seite der Arbeitnehmer nennt sich eine solche Vereinigung Gewerkschaft. Auf Arbeitgeberseite spricht man von den Arbeitgeberverbänden. Die Aufgabe beider Tarifpartner besteht darin, Tarifverträge, sprich Bedingungen für die Arbeit (Löhne, Zeiten usw.) zu bilden. Dabei bleiben sie vom Staat unabhängig. Man spricht von der Tarifautonomie.

## Österreich
In Österreich schließen die Vertragsparteien sogenannte Kollektivverträge ab. Für die Kollektivvertragsfähigkeit der Parteien gelten hier folgende Voraussetzungen:
1. Gesetzliche Interessensvertretungen (kollektivvertragsfähig kraft Gesetz)
2. Freiwillige Berufsvereinigungen
3. Vereine als Arbeitgeber, die keiner kollektivvertragsfähigen Körperschaft der Arbeitgeber angehören
4. Juristische Personen des öffentlichen Rechts

## Schweiz
In der Schweiz werden diese Verträge durch das Gesamtarbeitsvertragsgesetz (GAV) geregelt. Als Vertragsparteien können auf der Seite der Arbeitnehmer nur Verbände Parteien eines Gesamtarbeitsvertrages sein. Auf der Arbeitgeberseite können hingegen Arbeitgeberverbände oder einzelne Arbeitgeber stehen. Die Vertragspartner müssen folgende Anforderungen erfüllen, um tariffähig zu sein:
1. Der Verband muss eine juristische Person sein.
2. Der Verband muss von der Gegenseite unabhängig sein.
3. Der Verband muss von Dritten (wie Staat, Kirche …) unabhängig sein.
4. Der Verband muss auch das Ziel haben, die Arbeitsbedingungen zu gestalten.